# Johann Baptist Horix
Johann Baptist Horix (* 29. Januar 1730 in Mainz; † 30. September 1792 in Wien) war ein deutscher Jurist, Staatsrechtslehrer und Staatsbeamter in kurmainzischen und kaiserlichen Diensten.

## Werdegang
Horix war Sohn eines Eisenhändlers und Kaufmanns aus Eltville. Er studierte zunächst Philosophie in Mainz und erreichte dabei 1746 den Grad eines Baccalaureus und 1747 den Grad eines Magisters. Anschließend studierte er 1750 bis 1752 in Göttingen wiederum Philosophie und Jurisprudenz, erwarb 1752 in Mainz das Lizentiat und war anschließend zunächst als Rechtsanwalt tätig, ab 1754 auch als Beisitzer des Stadtgerichts zu Mainz. 1755 zum Doktor beider Rechte promoviert, wurde er außerordentlicher Professor und Beisitzer der Mainzer Rechtsfakultät, seit 1758 dann ordentlicher Professor. Als kurzmainzischer Revisionsrat (1766) und wirklicher Geheimer Rat (1768) war er mit der Visitation des Kammergerichts in Wetzlar beauftragt und kehrte dann, als diese ergebnislos verlief, 1776 zurück nach Mainz. 1787 wurde er Geheimer Staatsrat und Rektor der Universität Mainz, 1789 trat er in kaiserliche Dienste als wirklicher Hofrat und geheimer Reichsreferendar bei der geheimen Reichshofkanzlei zu Wien, wohin er mit seiner Familie übersiedelte.
Horix veröffentlichte zahlreiche Schriften zum weltlichen und Kirchenrecht. Seine Entdeckung des Akzeptationsinstruments, in dem sich der römisch-deutsche König Albrecht II. und die deutschen Kurfürsten und Erzbischöfe auf dem Mainzer Reichstag von 1439 auf eine größere Selbstständigkeit der Reichskirche verständigt hatten, und seine Neuausgabe der deutschen Kirchenrechtsquellen (Concordatae nationis Germanicae integrae, 1763, 2. Ausb. 1771–73) stützten die episkopalistischen Bestrebungen seiner Zeit, für die sich Horiz auch sonst im Sinne seines Ministers Anton Heinrich Friedrich von Stadion einsetzte.
Horix war ein engagierter Vertreter der Aufklärung und Mitglied des Mainzer Illuminatenordens.